# Parafia Przemienienia Pańskiego w Cmolasie
Parafia Przemienienia Pańskiego w Cmolasie – parafia rzymskokatolicka znajdująca się w diecezji rzeszowskiej w dekanacie Kolbuszowa Wschód. Erygowana w 1462 roku. Mieści się pod numerem 252A, przy drodze krajowej nr 9 Radom – Barwinek.

## Historia

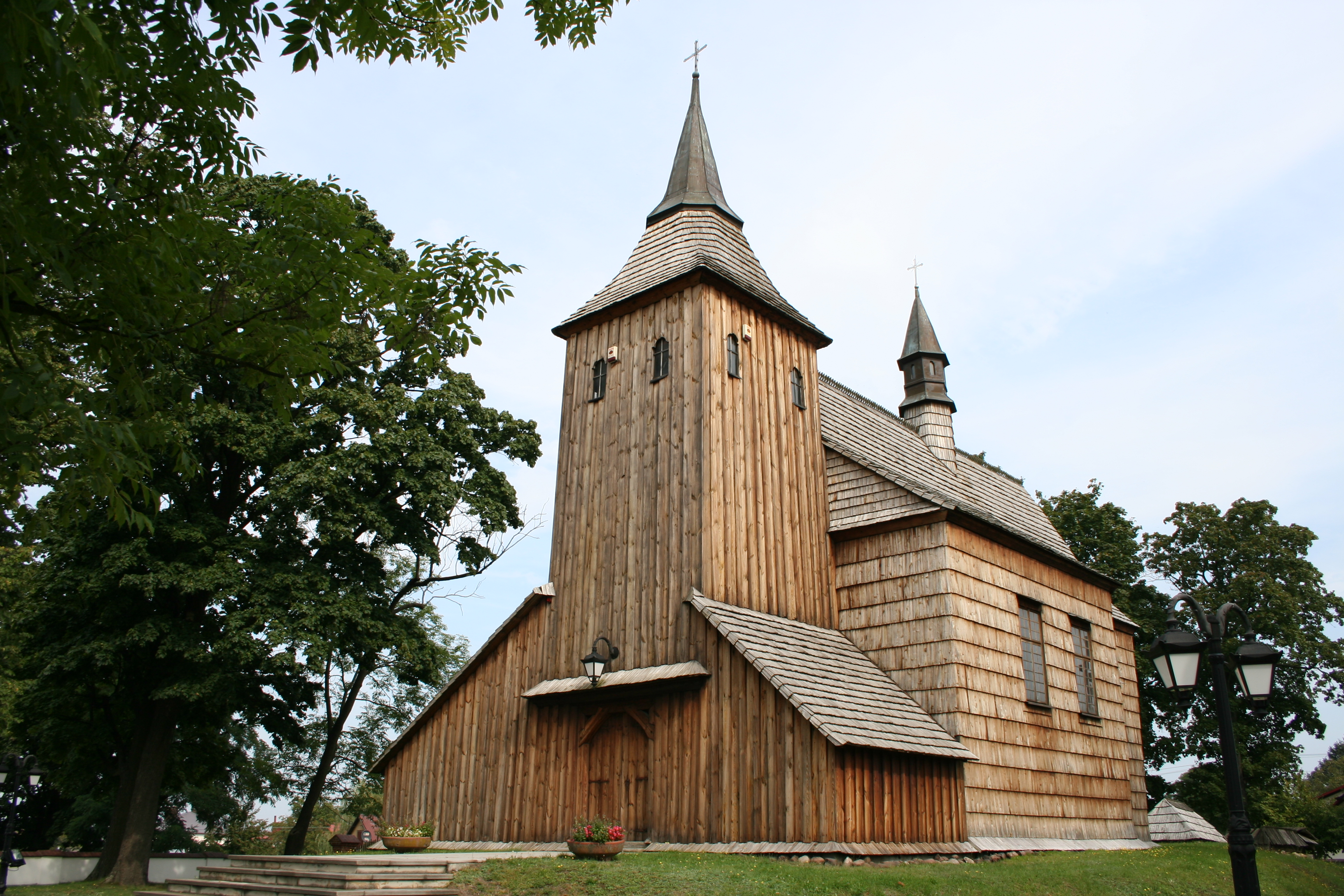
zabytkowy kościół pw. Przemienienia Pańskiego w Cmolasie

U schyłku XVI w. miało miejsce wydarzenie o brzemiennych dla Cmolasu i całej parafii skutkach. 6 sierpnia 1585 roku trzynastoletni syn szlachcica, Wojciech Borowiusz, wracając z lekcji w szkole parafialnej doznał cudownego objawienia. Spomiędzy obłoków wyłoniła się postać Pana Jezusa z rozpostartymi rękami w otoczeniu licznych świętych. Widzenie trwało przez dłuższą chwilę i wywarło znaczący wpływ na przyszłe życie małego wówczas Wojciecha Borowiusza. Pod koniec swojego życia stał się inspiratorem kultu Przemienienia Pańskiego w Cmolasie. 
Na miejscu cudownego widzenia stanęła najpierw kaplica, a opodal niej szpital. Protokół wizytacji z 1646 określa te budowle jako "świeżo wybudowane". W 1674 wzniesiono kościół pw. Przemienienia Pańskiego. W tym samym roku (5.09.) bp Mikołaj Oborski poświęcił świątynię zwaną odtąd "szpitalną". W głównym ołtarzu umieszczono obraz fundowany przez ks. Borowiusza, przedstawiający Przemienienie na górze Tabor. Już z 1674 pochodzi pierwsza wzmianka o doznanych za jego pośrednictwem łaskach. W ciągu kolejnych lat systematycznie rosła liczba ofiarowanych obrazowi wotów. Po wzniesieniu w Cmolasie nowej świątyni parafialnej, w 1972 przeniesiono do niej cudowny obraz, a w kościółku szpitalnym umieszczono jego wierną kopię.

## Cudowny obraz
Wykonany został w połowie XVII w. w warsztacie krakowskim. Malowane olejno na płótnie i naciągnięte na deskę przedstawienie, o wymiarach 215 x 145 cm, ukazuje moment Przemienienia Pańskiego na górze Tabor, według relacji ewangelisty Mateusza. Dwustrefowa kompozycja mieści u góry centralnie ukazaną postać Jezusa odzianego w białą szatę i otoczonego kłębiastymi chmurami. Po bokach Chrystusa klęczą Mojżesz z tablicami Dziesięciorga Przykazań i Eliasz. W dolnej części, na tle góry znajdują się trzej apostołowie: Jakub, Piotr i Jan ukazani w pozach zdradzających głębokie poruszenie. W 1735 r. przy okazji renowacji kościoła książę Paweł Sanguszko ufundował srebrne sukienki dla obrazu. Ponieważ nie pasowały one do postaci Jezusa, obraz przemalowano, co zresztą było częstą praktyką w tamtych czasach. W 1748 r. wizerunek komisyjne uznano za łaskami słynący. Z takim wystrojem był czczony przez wiernych przez prawie dwa i pół wieku. Dopiero ostatnia konserwacja, przeprowadzona przez artystów-konserwatorów Irenę i Andrzeja Chojkowskich (1972), przywróciła obrazowi pierwotne piękno.

## Podsumowanie
Ufundowana w 1462 r. parafia w Cmolasie uzyskała pełną samodzielność w 1489 r. Obejmowała dużą połeć Puszczy Sandomierskiej. W XVIII w. wydzielono z niej parafie w Majdanie (Królewskim) oraz w Trzęsówce, a w 200 lat później w Porębach Dymarskich (1981). Życie religijne skupiało się początkowo w drewnianym kościele pw. św. Stanisława Biskupa, a w XVIII w. już w czterech świątyniach. Kolejne wzniesiono w 2. poł. XX w. Na terenie parafii istniały liczne instytucje kościelne, na uwagę zasługuje szczególnie prepozytura szpitalna, ochronka oraz szkoła mogąca poszczycić się wybitnymi absolwentami.